# Coni Vera
Constanza Elba Norma Vera (San Telmo, 2 de agosto de 1951), más conocida como Coni Vera o Cunny Vera, es una actriz de televisión, teatro y cine, directora de casting y autora de teatro argentina.

## Actividad profesional
Se inició como niña prodigio en la actuación en teatro y televisión; en 1959 participó del programa Historia de jóvenes que, dirigido por David Stivel, se transmitía por Canal 7. Su primera aparición en cine fue en Operación San Antonio (1968). Además de su actuación en películas y en numerosas telenovelas se desempeñó asimismo como directora de casting.
En 2012 fue galardonada con el Premio Podestá a la Trayectoria que otorga la Asociación Argentina de Actores a quienes cumplen 50 años de afiliados.

## Filmografía
Participó en las siguientes películas:
- El invierno de los raros (2011)
- Manuel de Falla, músico de dos mundos (2009) …Isabel
- Momentos (película) (1980)
- Estoy hecho un demonio (1972)
- Las píldoras (1972)
- El hombre del año (1970)
- Pimienta y Pimentón (1970)
- La cosecha (1970)
- Los debutantes en el amor (1969)
- La vida continúa (1969)
- Los muchachos de antes no usaban gomina (1969)
- Operación San Antonio (1968)

## Televisión
| Ficciones | Ficciones                       | Ficciones                                                                         |
| Año       | Título                          | Personaje                                                                         |
| --------- | ------------------------------- | --------------------------------------------------------------------------------- |
| 1959      | Historia de jóvenes             | Paulina                                                                           |
| 1962      | La familia Falcón               | Fátima                                                                            |
| 1964      | Mis hijos y yo                  | Natalia                                                                           |
| 1964      | El amor tiene cara de mujer     | Evangelina                                                                        |
| 1966      | El teatro de Alfredo Alcón      | Angelina "Ep: Israfel"                                                            |
| 1966      | Cuatro hombres para Eva         | Constanza                                                                         |
| 1967      | Simplemente María               | Lucila                                                                            |
| 1968      | Me llamo Julián, te quiero      | Fernanda                                                                          |
| 1970      | Su comedia favorita             | Rubí "Ep: No me niegues tu amor"                                                  |
| 1971      | Teleteatro Palmolive del aire   | Roberta "Ep: La pecosa"                                                           |
| 1971      | Teatro 13                       | Bárbara "Ep: Secuestraron a Carolina"                                             |
| 1971      | Una luz en la ciudad            | Laura                                                                             |
| 1971      | Cuatro hombres para Eva         | Haydée                                                                            |
| 1971      | Frente a la falcutad            | Elena                                                                             |
| 1972      | La novela semanal               | Gabriela "Ep: ¿Ése es el camino?"                                                 |
| 1973      | Cacho de la esquina             | Patty                                                                             |
| 1973      | Y perdónanos nuestras deudas    | Rosalía                                                                           |
| 1974      | En ascenso                      | Vanesa                                                                            |
| 1974      | Alta comedia                    | Irene "Ep: Tovarich" Alejandra "Ep: De Becquer con amor"                          |
| 1978      | Un mundo de veinte asientos     | María                                                                             |
| 1979-1980 | Andrea Celeste                  | Irma                                                                              |
| 1980      | Entre la vereda y el cielo      | Luján                                                                             |
| 1980      | Llena de amor                   | Rita                                                                              |
| 1981      | Herencia de amor                | Ida                                                                               |
| 1982      | Como en el teatro               | Liliana "Ep: El vivo mas vivo de los vivos" Susana "Ep: Contigo pan... y un bébe" |
| 1982      | Verónica: el rostro del amor    | Maura                                                                             |
| 1983      | El teatro de Irma Roy           | Varios                                                                            |
| 1983      | Señor amor                      | Carina Serrano                                                                    |
| 1984      | Cuatro hombres para Eva         | Valentina                                                                         |
| 1984      | Alguien como usted              | Thelma                                                                            |
| 1985      | Bárbara Narváez                 | Pía Montenegro                                                                    |
| 1986      | Ese nombre prohibido            | Mercedes Silva                                                                    |
| 1986      | Dos para una mentira            | Elina                                                                             |
| 1987      | Quiero morir mañana             | Sara Hernández                                                                    |
| 1988      | Me llamo Julián, te quiero      | Mirtha                                                                            |
| 1988      | Pasiones                        | Carmela                                                                           |
| 1989      | Las comedias de Darío Vittori   | Lorena "Ep: El polleduro"                                                         |
| 1990      | La pensión de la Porota         | Martha                                                                            |
| 1990-1991 | Detective de señoras            | Estefanía                                                                         |
| 1992      | ¡Grande, pa!                    | Andrea                                                                            |
| 1993      | Casi todo, casi nada            | Blanca                                                                            |
| 1994      | Con alma de tango               | Mirella                                                                           |
| 1994      | Alta comedia                    | Adelina "Ep: Nina" Rebeca "Ep: El engaño"                                         |
| 1994      | Nano                            | Susana del Molino López                                                           |
| 1994      | Montaña rusa                    | Silvia Bogado                                                                     |
| 1995      | La casa de la esquina           | Paola                                                                             |
| 1996      | Zíngara                         | Martha                                                                            |
| 1996      | Montaña rusa, otra vuelta       | Lía Vidal                                                                         |
| 1998      | Alas, poder y pasión            | Florencia                                                                         |
| 2000      | Los médicos de hoy              | Dra. Teresita Saavedra                                                            |
| 2000      | Primicias                       | Elisa                                                                             |
| 2002-2003 | Son amores                      | Liliana Sánchez                                                                   |
| 2004      | Frecuencia 04                   | Cristina                                                                          |
| 2007      | Mujeres asesinas                | María Fernanda "Ep: Sonia, desalmada"                                             |
| 2008      | Socias                          | Juana                                                                             |
| 2011      | Tiempo de pensar                | Luisa "Ep: Marcada a fuego"                                                       |
| 2021      | WTF! Con la música a otra parte | Mabel                                                                             |

## Teatro
Intérprete
- Sensaciones
- Historias de la vida cotidiana
- Solidarios x la Identidad
- La huella del elefante
- COMO SOLA... (no es el peso lo que pesa)
- ¿Dónde estás... corazón?
- Desde ahora y para siempre
- 'Animáte al tesoro, animáte a Punilla  (2011)

Intérprete y autor
- El violador